# 特列烏斯坦湖
55°5′35″N 61°59′25″E / 55.09306°N 61.99028°E
特列烏斯坦湖（俄语：Треустан），是俄羅斯的湖泊，位於該國西南部，由車里雅賓斯克州負責管轄，處於紅軍區，面積15.2平方公里，平均水深2米，最大水深4.6米。